# Richard Rorty
Richard McKay Rorty, född 4 oktober 1931 i New York i New York, död 8 juni 2007 i Palo Alto i Santa Clara County i Kalifornien, var en amerikansk filosof, berömd för sina teorier om postanalytisk filosofi. Rorty var professor emeritus i jämförande litteraturvetenskap och filosofi vid Stanford University.

## Biografi
Rorty inledde sin akademiska karriär med att undersöka Platon och dennes sanningsbegrepp, för att sedan upptäcka pragmatismen genom verk av John Dewey. The Linguistic Turn (1967) är ett av Rortys mest berömda verk, där han lanserar termen den språkliga vändningen. Hans huvudverk, Philosophy and the Mirror of Nature (1979), kritiserar filosofin och humanioran för att efterlikna naturvetenskapen i fråga om metod samt epistemologin för idén att sinnet har till uppgift att objektivt representera den yttre verkligheten. Under 1990-talet skrev Rorty flera verk om den kontinentala filosofin, framförallt om Martin Heidegger, Michel Foucault, och Jacques Derrida. Han har kritiserat de så kallade ”kritiska vänsterintellektuella”, till exempel Foucault, till försvar för en traditionellt amerikansk progressiv och pragmatisk vänster.
I The Future of Religion (2005) samarbetade han med Gianni Vattimo.
Bland hans lärjungar finns Robert Brandom och John McDowell.